# Ergokles
Ergokles (altgriechisch Ἐργοκλῆς) war im Peloponnesischen Krieg (431 v. Chr. bis 404 v. Chr.) und danach ein Kampfgefährte des athenischen demokratischen Volksführers Thrasybulos (* um 440 v. Chr.; † 388 v. Chr.).
Thrasybulos erwarb sich bei verschiedenen Gelegenheiten große Verdienste um die Demokratie in Athen, u. a. als er von Phyle aus 403 v. Chr. den Widerstand gegen die Dreißig Tyrannen und das von ihnen errichtete oligarchische System organisierte.  
Später, als er für seine Vaterstadt mit wichtigen Missionen als Feldherr im Ausland eingesetzt war, beschaffte er nicht nur erfolgreich Geldmittel für militärische Zwecke, sondern bereicherte auch sich selbst und seine Kumpanen, während er das ihm anvertraute öffentliche Vermögen herunterwirtschaftete. Bei diesen Verbrechen und anderen Gewalttaten ging ihm Ergokles zur Hand. Zuletzt waren beide im „Korinthischen Krieg“ (394–387 v. Chr.) eingesetzt. Im Jahr 390/389 waren Thrasybulos und Ergokles gemeinsam Strategen (Feldherrn) für Athen. Um einer Bestrafung für ihre Untaten zu entgehen, soll Ergokles seinem Freund Thrasybulos geraten haben, sich mit einer Tochter des Thrakerfürsten Seuthes zu verheiraten, um sich dadurch eine eigenständige Macht aufzubauen, die er notfalls auch gegen Athen gebrauchen könnte. Dieser landesverräterische Plan, von dem der Rhetor Lysias berichtet, kam jedoch nicht mehr zur Ausführung, da Thrasybulos, der sich zum Geldeintreiben in der Nähe von Aspendos aufhielt, dort – wie der Historiker Xenophon überliefert – im Jahr 388 v. Chr. von Einwohnern, die über Plünderungen seiner Soldaten erbittert waren, erschlagen wurde. Sein Leichnam wurde nach Athen gebracht und dort ehrenvoll beigesetzt.
Ergokles kam der Aufforderung der Volksversammlung, in Athen über seine Amtsführung Rechenschaft abzulegen, nach und stellte sich dem Gericht, offenbar in der Überzeugung, durch großzügige Bestechungsgelder, die er durch seinen Helfer Philokrates austeilen ließ, das Gericht für sich kaufen zu können. Er wurde angeklagt, „durch unredliche Verwaltung der öffentlichen Angelegenheiten ein Vermögen von mehr als 30 Talenten erworben“ zu haben, für damalige Verhältnisse ein riesiger Betrag.
Obwohl er selbst der demokratischen Partei nahestand, verfasste der berühmte Rhetor Lysias, der seit längerem ein entschiedener Gegner des Thrasybulos und seiner Machenschaften war, die Anklagerede Gegen Ergokles (Rede XXVIII). In dieser Rede räumt er ein, dass sich Thrasybulos und Ergokles zwar als kämpferische Demokraten früher große Verdienste um den Staat erworben haben, weist aber nach, dass sich beide durch ihr späteres Verhalten am Volke unrechtmäßig bereichert haben. Die Argumentation des Lysias scheint die Richter so beeindruckt zu haben, dass sie Ergokles trotz aller Bestechungsgelder (angeblich zehn Prozent seines Vermögens) verurteilten und ihn nach dem Prozess, der wahrscheinlich 388 v. Chr. stattfand, hinrichten ließen. Philokrates, dem vorgeworfen wurde, einen großen Teil des Vermögens des Ergokles beiseitegeschafft zu haben, um es der Enteignung zu entziehen, musste sich in einem gesonderten Prozess verantworten.